# Náhuatl de Jalisco
Aunque no se ha declarado oficialmente como extinto al Náhuatl de Jalisco, también llamado  náhuatl occidental o mexicano de Occidente; el INALI considera que todavía había hablantes en el municipio de Cuautitlán de García Barragán en 2008, aunque de ese lugar no existe ningún estudio moderno lingüístico que lo describa. Las referencias bibliográficas comúnmente describen la variante como era hablada en el municipio de Tuxpan, al sur de Zapotlán el Grande (antes Ciudad Guzmán). También se considera igualmente que en 2008 todavía era hablado en Colima, que el INALI denomina “mexicano bajo de occidente” Ya Valiñas Coalla (1979) había predicho su desaparición antes del año 2020, por su parte Ethnologue no lo considera en su esquema general, ni Glottolog lo clasifica en su esquema descriptivo.

## Antecedentes
Se puede considerar que el Náhuatl de Jalisco fue la primera variante que tuvo  su gramática impresa donde se señalan aspectos particulares; fue elaborada en 1692 por Fray Juan Guerra y se  llamó Arte de la lengua mexicana. Que fue usual entre los indios del obispado de Guadalajara y de parte de los de Durango y Michoacán. En 1765 otro fraile, Gerónimo Thomás de Aquino Cortés y Zedeño,  elabora otra gramática más detallada en la que incluye un vocabulario y un confesionario.
A principios del siglo XX varios estudiosos describen aspectos etnográficos de los indígenas de la región y así poco a poco se recopilan descripciones modernas del habla, como los estudios de José María Arreola y del párroco Melquiades Ruvalcaba quien también elabora, aunque simple, otra gramática de esta variante. Los estudios más importantes se dan a finales de los sesenta y durante los setenta, cuando la lengua ya estaba en peligro de extinción.

## Fonología
Leopoldo Valiñas nos proporciona el cuadro fonológico de esta variante. El náhuatl de Tuxpan posee las mismas vocales que el español: i, e, a, o, u. E igualmente, sin cantidad vocálica . En cuanto a las consonantes, se puede decir que tiene quince: 
|             | Bilabial | Dental | Alveolar | Alveopalatal | Velar | Glotal |
| ----------- | -------- | ------ | -------- | ------------ | ----- | ------ |
| Oclusiva    | p        | t      |          |              | k, kʷ |        |
| Fricativa   |          |        | s        | š            |       | h      |
| Africada    |          |        | ȼ        | č            |       |        |
| Laterales   |          |        | l ~ ɬ    |              |       |        |
| Nasal       | m        |        | n        |              |       |        |
| Semivocales | w        |        |          | y            |       |        |